# تشو يمياو
تشو يمياو (بالصينية: 周奕妙) مواليد 7 فبراير 1991 في هوبيي، هي لاعبة كرة مضرب صينية تلعب باليد اليمنى. أعلى تصنيف لها في الفردي كان المركز الـ 127 في سنة 2013. أعلى تصنيف لها في الزوجي كان المركز الـ 134 في سنة 2013.

## روابط خارجية
- تشو يمياو على موقع رابطة محترفات التنس (الإنجليزية)
- تشو يمياو على موقع الاتحاد الدولي لكرة المضرب (الإنجليزية)
- تشو يمياو على موقع كأس بيلي جين كينغ (الإنجليزية)
- تشو يمياو على موقع خلاصة التنس.كوم (الإنجليزية)